# 島嶼性

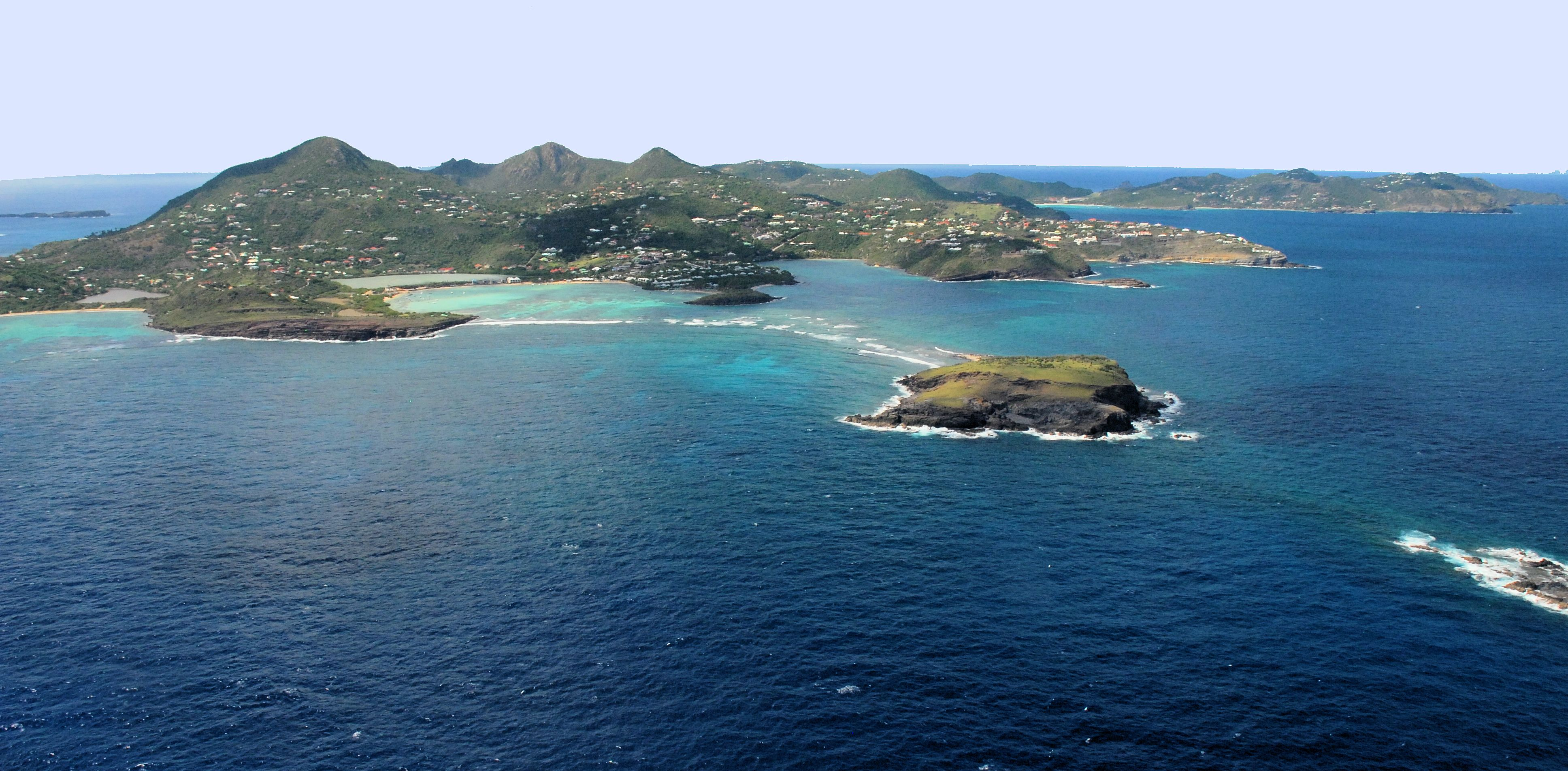
サン・バルテルミー島。島嶼性は一般に本土・本島からの隔絶性と狭小性によって生じる。

島嶼性（とうしょせい、英語: insularity, islandness）は、島嶼やそこに住む人々ないし生物を特徴づける性質のことを言う。人文地理学・社会学・人類学・経済学・文学・政治学・看護学・生態学・生物地理学など幅広い分野で論じられている。

## 概要
島それ自体の定義が曖昧であるのと同様に、島嶼性という概念も容易に定義できるものではない。島嶼に共通する特徴として、本土との距離によって生じる隔絶性の大小があり、このほか場所、物理的属性、歴史的状況など様々な状況と結びついて多様な島嶼性の定義が与えられる。島嶼に関する議論はいくつかの分野・言語圏で行われているが、特に大きな英語圏・フランス語圏・日本語圏の島嶼研究コミュニティの間でも、交流はごく限定的である。
地理学的には、隔絶性と狭小性は島嶼性の重要な要件であり、隔絶された小さな島ほど島嶼性が表れやすいとされるが、その基準について論じたものはない。人文・社会科学的には、島嶼性が意味を持つのは主に有人島においてであるが、資源開発が重要な意味を持つ今日では、地政学的な観点から無人島も重要な意味を持つ。また生態学・生物地理学的見地からは、水上の島だけでなく高山（スカイ・アイランド）、湖沼、洞窟などの孤立した生態系も島嶼とみなしうる。島嶼社会学者のバルダッキーノは、人類学者マーガレット・ミードや生物学者などの知見を引きつつ、島嶼性を地理的な島に限らず、孤立性の高いコミュニティ一般にも拡張できる可能性を示唆している。
英語のinsularityという語には、島に生きる人々の心性（「島国根性」）の意味も含まれている。人文社会科学の観点からは、島の自然的特性に由来する特性だけではなく、こうした島嶼性の精神的側面についても議論される場合がある。島の境界（水涯線）は、一方では独自のアイデンティティを生み出す閉鎖的で孤立したものであり、他方では絶対的な境界ではなく流動的で開かれた境界であるという、両方の見解がある。

## 概念史

### 日本国外の議論
島に関する学術研究は19世紀のアルフレッド・ウォレスやチャールズ・ダーウィンら動物地理学者に始まり、その後ジャン・プリュンヌやエレン・センプルらの地理学者、ラドクリフ＝ブラウンやマーガレット・ミードなどの人類学者によって拓かれてきた。グリューデホイの整理によれば、島嶼研究には1980年代以前とそれ以後の研究に大きな分水嶺がある。バルダッキーノやキングらによる1980年代以降の島嶼研究の一端は、開発志向の島嶼研究に対する反発として始まった。バルダッキーノは、従前の脆弱性に着目した開発志向の島嶼研究が周縁的な島嶼性（insularity）の克服を求めてきたのに対し、島そのものに焦点を当て直し、開放性と閉鎖性の間の緊張関係としての島嶼性（islandness）の研究を呼び掛けたのである。
フランス語圏の島嶼研究においては、島嶼性に関してアンシュラリテ（insularité）・アンシュラリスム（insularisme）・イレイテ（iléité）の3つの概念が用いられる。アンシュラリテとは自然的条件に基づく島々の特性であり、アンシュラリスムとは社会政治的な孤立主義（島嶼における地域主義）を指す。イレイテは、空間心理学者アブラアム・モルの発案する概念で、孤立性に由来する地理的形態に特徴づけられるアンシュラリテに対して、イレイテは表象やメタファーの世界に属し、事実よりも視覚・光景に関係する概念である。
ドイツ語圏では、文学やカルチュラル・スタディーズの中で島嶼性が論じられてきた。人文社会科学における島嶼空間や地理的な島に関する分析は、社会科学の空間論的転回と深くかかわっている。ここでは、空間がたえざる再構築・再定義の過程であり、社会的現実や行動と相互作用するものとみなされ、社会的現実の表れとして島嶼にまつわる文学や言説が分析の対象となった。

### 日本での議論
島嶼性を定義する試みは、日本では人文地理学によって主導されてきた。とりわけ1950年代に辻村太郎らにより島嶼社会研究会が設立され、離島に関する理論的研究が深められた。当時、多くの地理学関係者が離島振興法の策定などの離島政策に関わっており、政策実施のための理論的根拠が求められていた背景事情があるとみられる。
1950年代の島嶼研究に先鞭をつけ、普遍的な島嶼性を究明する学問としての島嶼地理学の存立基盤を問うたのは、山階芳正と大村肇である。島嶼性について、山階は自然的特性に基づく環境的島嶼性（環海性・狭小性・隔絶性）と人文事象としての現象的島嶼性に区別している。これを受けて大村は、現象的島嶼性の概念的性質として（1）島に普遍的共通的なものである、（2）島に特有なものである、（3）島の環境的基盤の上に立っている、という3点を示した。しかし、こうした島嶼性の位置づけは曖昧かつ普遍性を持たないものとして地理学内部で多くの批判にさらされ、むしろ地理学の関心は離島の類型化と地域特性の解明に向けられていった。
1990年代になると、島嶼の国際的・学際的な研究に対する機運が高まり、社会人類学者マッコールの呼びかけによって1994年、沖縄で国際島嶼学会が開かれるに至った。これを受けて、日本国内でも日本島嶼学会が設立され、学際的見地からの島嶼性の議論が盛んになった。同会の学会長も務めた島嶼経済学者の嘉数啓は、海洋性・狭小性・遠隔性の複合的な特性として多様な島嶼性が生じるとするモデルを示す。このような島嶼の特性を明らかにし、島とは何かという問いに答えるためには、各専門分野の知見を出し合って共同的な問題に迫るという、ミュルダールが提案するところの「超学的アプローチ」が求められていると論じている。
同じく同学会元会長の長嶋俊介は、隔絶性・環海性・狭小性の和集合として島嶼性を位置づけ、共通集合としての「離島性」と区別する。理念的な島らしさの究極である（隔絶された小さな）離島に対して、架橋島や無人島、人工島、島状地なども含まれる多様性をもった「島嶼」概念は、島を相対化し、発展可能性を占ううえでの視座を提供すると論じている。架橋離島を研究する地理学者の前畑利美は、島々の架橋が隔絶性を前提とした島独自の社会関係＝島嶼性を弱め、かえって人々の隔絶を強めることになったと指摘している。
経済学者兼光秀郎は「島嶼問題」への分析視角を追求するにあたり、島嶼の特性として（1）環海・狭小・隔絶という地理的特性、（2）遠距離、（3）気象条件の相違、（4）政治的従属性、（5）経済的依存性、（6）医療と少子高齢化などの社会的問題、（7）文化的・精神的孤立性の7つのパラメータを取り上げている。これらのパラメータは島嶼問題の上で有利にも不利にも働く場合があり、問題の捉え方により分析視点も変わりうるが、伝統的な経済分析に則って「距離の横暴」と経済的依存の克服が重要な課題であるとしている。
文化人類学者の緒方宏海は、地理学・社会学における島嶼性概念を整理するなかで、一部の研究が島嶼の地理的特性と社会的側面を混同してきたこと、また島のもつ場所性が固定的な枠組みとして扱われてきたことを批判的に指摘している。緒方は自身の長山列島での調査の知見をもとに、島嶼性を構成する自然的条件や島民の実践は不変・一様のものではなく、島嶼性は常に社会変化とともに可変性を伴う概念である、と論じている。

### 批判と課題
研究対象としての島や島嶼性なる概念が有効たりうるのかは、島嶼研究者の間でもながらく議論を呼んでいる。第一に、島嶼にも地理的、社会的、文化的、政治的、経済的に多種多様な条件があり、そこに一貫した論理を求めることは困難である。さらに、グローバル化する社会のなかで島の固有性、アイデンティティが有効な概念たりうるかについても議論がある。これらについて地理学者ピート・ヘイは地理学における「場所」概念が、島嶼研究に対する一貫した理論的枠組みとして有効であろうと指摘している。
島嶼性が人間社会に対して影響を持つという言説は環境決定論的である、という指摘もある。こうした決定論に陥らない島嶼性の定義としては、フィリップ・ペルティエの「島嶼空間とそこに生きる社会との間に構築されるダイナミックな関係」という説明が妥当な落としどころと言える。いずれにしても、島の孤立性がもたらす影響を前もって一般化することは不可能である。

### 政策的位置づけ
政策的には、1972年の第3回国際連合貿易開発会議（UNCTAD III）において初めて小島嶼開発途上国（SIDS）の島嶼性と隔絶性に結びついた不利益が議論の焦点となり、1992年にはアジェンダ21においてSIDSの名称が初めて明文化された。1994年のバルバドス行動計画にSIDSの脆弱性が詳細にまとめられ、以来、経済・環境・社会面での脆弱性を測る脆弱開発指数の開発が進められてきた。
一方欧州連合（欧州共同体）でも、フランスの提案の下1989年に創設されたPOSEI（Programme des options spécifiques à l'éloignement et l'insularité; 離島選択プログラム）に始まる島嶼地域法制において島嶼性（insularité）が明文化されている。2016年欧州議会での「島嶼の特殊状況に関する決議」の可決以降、EU加盟各国でも島嶼および島嶼性に関する法制定の動きが進んでいる。

## 島嶼の環境

### 生物相

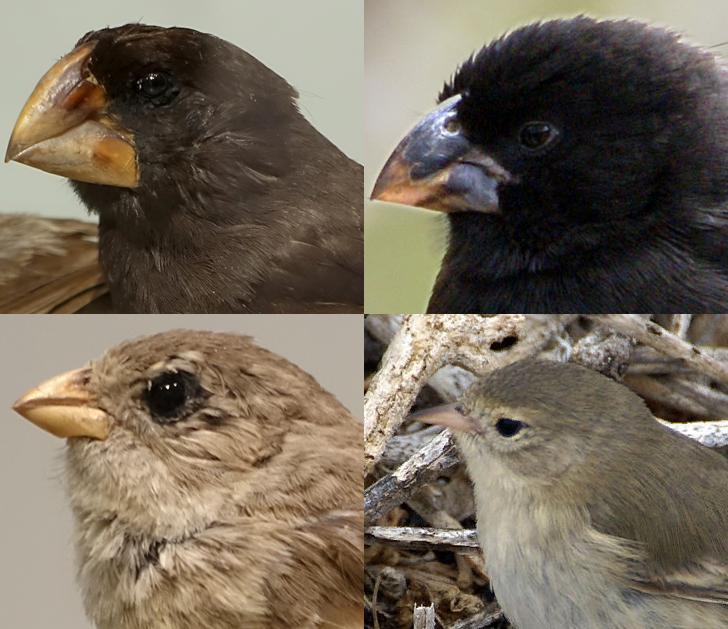
ガラパゴス諸島のダーウィンフィンチ類は適応放散の例としてしばしば取り上げられる。

生態学的な意味での孤立した島嶼においては、長寿命で低代謝の個体からなる小規模な集団が発生しやすく、生態系の動態が緩慢になる。結果として遺伝的放散に有利となり、島嶼では比較的小さなスケールの中で高度な種分化が進む傾向にある。このような同所的な適応放散の例としては、ガラパゴス諸島のダーウィンフィンチ類やハワイ諸島のミツスイ、マダガスカル島のキツネザルなどがよく知られている。とりわけ海洋島は生物多様性のホットスポットであり、世界の陸地面積比では1.5%にすぎない海洋島には、世界の哺乳類種の15%以上、鳥類種の20%以上が生息している（もしくはしていた）。
小集団、強い選択圧、多様性の高い生態系で必要とされた制約からの解放という条件は、遺伝的浮動の結果として島の生物種に予測不能な変化をもたらし、特異な形質を発現させることがある。島にたどり着いた生物は、適応の結果として飛行能力や泳ぐ能力を失ったり、巨大化・矮小化（島嶼化）が生じるケースもある。こうした事例としてはキプロス島のコビトサイ、ニュージーランドのキーウィ、マスカリン諸島のドードー、アルダブラ環礁のアルダブラゾウガメなどが知られる。

### 脆弱性
島嶼の気候は降水量の大きな季節変動と、 低緯度島嶼では小さな季節的気温差、高緯度島嶼では大きな季節的気温差によって一般に特徴づけられる。多くの小島嶼では淡水資源が限られており、特に恒常河川のない環礁や石灰岩質の島では降雨と地下水に依存している。小島嶼のほとんどのコミュニティでは主要な居住地とインフラが沿岸域に立地しており、資源の有限性や自然災害の受けやすさによって、低緯度・高緯度に関わらず海面上昇や降雨量の変化、ENSOの頻度の変化といった気候変動に対して特に脆弱である。気候変動は島嶼の生態系にも変化をもたらす可能性が高く、中・高緯度島嶼ではすでに温暖化によって侵入種の増大が確認されている。

### 病気と健康
人間について、島嶼では本土とは異なる病気の分布がみられることがある。島嶼の隔絶性は伝染病から住民を保護すると同時に、病気が持ち込まれた場合には抵抗力のなさのためにしばしば高い死亡率を引き起こす。西インド諸島民やニューファンドランド島のベオスック人、タスマニア島の先住民などはヨーロッパ人との接触の結果、病気による絶滅に追い込まれている。トリスタン・ダ・クーニャ島の気管支喘息やミクロネシアのピンゲラップ環礁・ポンペイ島における色覚異常など、遺伝性の風土病が定着していることもある。

## 島嶼の経済

### 経済構造
少ない商品の輸出と膨大な輸入依存により島嶼の貿易収支は赤字となることが常である。この埋め合わせは、しばしば出稼ぎによる海外からの送金とODAなどの海外援助によって賄われている。産業の乏しい島嶼経済では、出稼ぎや移民による外貨獲得が重要な資金源となっているが、多くの流出人口は若年の知識階層であり、頭脳流出や高齢化のリスクも抱えている。島内では、民営の困難さや公務へのあこがれ、ネポティズム、海外援助などが相乗して、小さな島ほど政府の肥大化を招きやすい。島嶼国の典型的な経済構造は移民（MIgration）、海外送金（Remittance）、海外援助（Aid）、公務員（Bureaucracy）の頭文字をとって「MIRAB経済」と呼ばれる。
多くの小島嶼国が植民地化されてきた歴史的経緯から、旧宗主国への経済的従属性が高い傾向にある。モノカルチャー産業と観光業への依存は、産業が世界市場の動向に左右されやすいだけでなく、台風や干ばつ、病害虫などの自然災害や気候変動のリスクにも脆弱であることを意味する。

### 産業構造
天然・人的資源の賦存量の限界により、小さな島では自給自足的な経済に甘んじるか、モノカルチャー的な様相を呈しやすい。小島嶼の経済には規模の経済が働かず、生産コストが増大するだけでなく、地理的条件から交通・物流コストも高くなる。その結果、産業発展の主幹をなす製造業を欠き、著しく1次産業と3次産業に偏った経済構造をなす。また、アルフレッド・マーシャルの『産業貿易論』に示されるように、国土の狭い国ほど貿易依存度が高くなることが知られている。市場規模が小さいほど打撃を受ける業種が少なくなるため市場開放政策がとりやすく、さらに海外からの資金流入によって輸入を手当てする方策があるためである。
小さな島々では少ない資源を活用するために、生産能力を一つの製品に集中させるか、もしくは個々人が多くの仕事を並行して行う職業的複合のいずれかの戦略が取られることが多い。後者においては、その近代的な派生形として商業機能を水平的に統合した独占的な企業がしばしば出現する。例えばマーシャル諸島のマジュロ環礁では、ギブソンという会社が小売店から映画館、レンタカー業、レストラン、卸売業、船会社などを多角的に経営している。
産業面では観光業が最も発展可能性が高い。その理由としては、観光業のニーズの多様性、市場規模に左右されない複合型産業である点、域外産業連関効果の高さ、地域浸透度（観光客数／定住人口）の高さ、所得弾性値の高さ、平和・交流産業である点などが挙げられる。マッケルロイはこうした島嶼経済の特徴を「ツーリズム経済」と名付けている。島嶼観光は戦間期に増大し、1950年代以降マスツーリズムへと成長したが、一方で麻薬の流行や物価の高騰、水資源の不足などの負の影響をもたらすことにもつながっている。

### 小ささの利点

世界のタックス・ヘイヴンのほとんどは島嶼に立地している。

以上に見た特性は島の被る不利益が中心であるが、シューマッハーが述べるように、小さいことによる利点（Small is Beautiful）もないわけではない。あらゆるスケールにおいて、地域の人口規模と一人当たり所得水準の間には相関がないことが知られている。例えばバミューダ諸島・ケイマン諸島・英領ヴァージン諸島などの一人当たり所得は世界でもトップクラスである。これらの島々は、オフショアビジネスや資源輸出などの高付加価値サービス業の恩恵に浴している。近年では香港やシンガポール、バーレーンなど、島嶼の制約にとらわれない輸送・通信技術・金融サービス業などによって国際競争に適応した島々もある。エーゲ海のスキヌサ島の住民は、ヤギ放牧による島の荒廃ののち、世界中の船舶を保有する船主・船長として活躍するようになった。
経済学者プラサドが述べるように「重要でないことの重要性」も特徴的にみられる。リーマンショック時に見られたように、世界経済に大きく組み込まれていない島々では世界的な経済危機の影響を免れたものもある。規模が小さいため貿易摩擦も起こりにくい。コミュニティが密接し市場統合がしやすい、コンセンサスがとりやすいといった特性から、外部の変化に対して柔軟な対応が可能な側面もある。

## 島嶼の社会

### サービスと生活
島嶼の隔絶性は、地理学的に論じられてきた空間配置とは異なるパフォーマンスを示すことがある。大陸国では、大中心地～中中心地～小中心地と階層化する中心地理論が重要な主題となるのに対し、隔絶島嶼は中・小中心地を欠き、島民は高度な医療・教育・サービスを求めて遠隔の首都や集客力の大きな観光地島嶼に出向く必要が生じる。こうしたコストの反面、法定・立法上の必要なサービスの条件は本土の水準に合わせられている。このような規模の不経済性は、都市部の需要を基準とした必要なサービス提供の評価とは矛盾する現実である。
隔絶地への輸送コストによる物価高に加えて、市場の狭小さによる商品の種類の単一化が生じる。小さい市場の下では、大陸部の大都市に見られる高度な輸入代替産業が立地できず、高級品は輸入によらざるを得ない。教育や通信面でも、採算の見込めない教材や書籍、放送などを旧宗主国からの輸入・中継に依存することとなる。
島民の生活は、フェリーや飛行機の時刻表という制約に束縛される。島民はフェリーや航空機の航行スケジュールに合わせて島を出入りしなければならず、それも天候に左右される。移動時間が増大することにより、仕事や家族から離れる時間と、本土での余計な滞在費用が増加する。天候の状況に備えて、町にはそのための組織化と、計画性・順応性が求められることになる。

### 辺境性・依存性

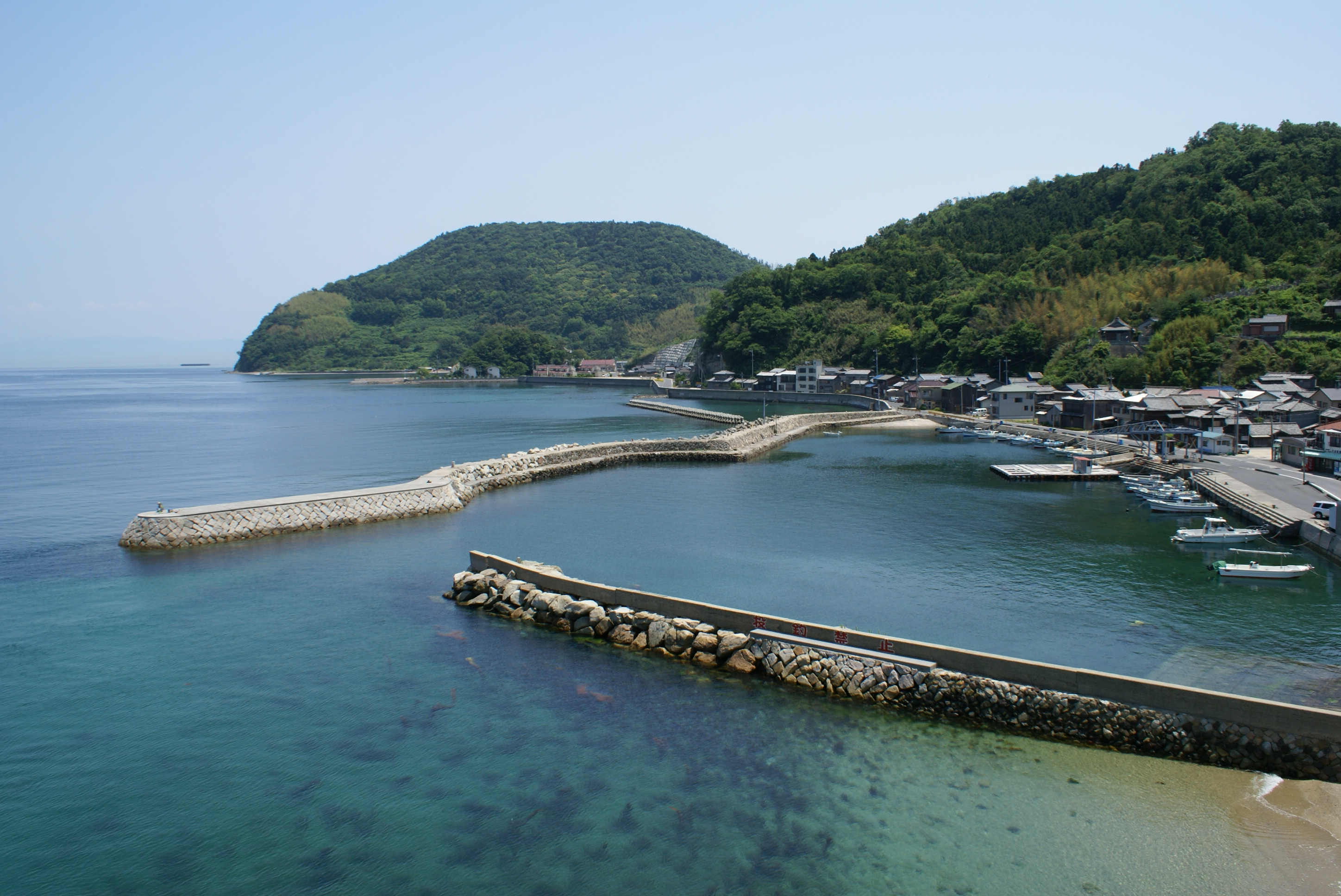
沖家室島（山口県）。近世から近代には瀬戸内海の要衝・漁業基地として繁栄した。

島嶼の持つ隔絶性は、多くの場合大都市からの遠隔性、本土（本島）に対する辺境性をもたらすものである。その結果として小さな島の島民はしばしば、本土や主要な島に住む人々からの侮蔑や無関心にさらされてきた。これは、離島の立地条件からくる高コストや市場からの距離と並ぶ島々の低開発の要因となっている。宮本常一が語るように、島は地域的には独立性を持ちつつ、社会経済的には本土へ何らかの形で従属的に結びつかねばならない運命を持った存在である。すなわち島は本土への依存性に特徴づけられる。
一方では近世廻船航路の前線として栄えた日本海や瀬戸内海の島々のように、歴史的にみれば島々は交通の要衝や漁業の基地として繁栄を喫したことも少なくない。河地貫一の言葉を借りれば、島々の後進性は「資本主義の発展過程で歴史的に形成されたものであり、海上交通における帆船から汽船への移行を内容とする近代の交通革命が、資本主義発展の中で離島が後進地域としてとり残されていく最初の決定的な契機となった」。
エレン・センプルが指摘したように、クレタ島やマン島、マンハッタン島など小さな島が本土（大きな島嶼群）を支配してきた歴史的事例もある。フィジー諸島にある面積わずか0.8km2のバウ島は、17～18世紀にかけてフィジー王家の所在地であった。グリューデホイは、周縁性の強い島ばかりをみて島嶼性を論じることは、マンハッタンやシンガポールを見て島を一般化するのと同じくらい馬鹿げている、として、「島嶼都市研究」の重要性を説いている。

### 隔絶性の利用
本土から隔絶された島の立地条件は、避難所としての利用につながっている。イングランドのリンディスファーン島やフランスのモンサンミッシェル島、タンザニアのペンバ島などの宗教施設の立地は、宗教的対立からの逃避や静謐を求めての動機によっている。島々が流刑地や監獄として、また精神病院やハンセン病患者の収容所として用いられてきた歴史も古い。ナポレオンの流刑地であるセントヘレナ島や米国の監獄が置かれたアルカトラズ島、南アフリカ共和国のロベン島などが殊に有名であり、オーストラリアも18世紀には流刑地であった。日本でも佐渡島、隠岐諸島、伊豆七島などをはじめとして島への遠流の例は枚挙にいとまがない。四阪島、直島の銅精錬所や大久野島の毒ガス製造所、スリーマイル島の原子力発電所などの迷惑施設の立地も隔絶性の利用例の一つである。部分的核実験禁止条約調印以前には、ビキニ環礁やムルロア環礁、アムチトカ島などの太平洋の島々がアメリカ・イギリス・フランスの核実験の舞台として用いられたし、ソ連もノヴァヤゼムリャ島など北極海の島で核実験を行っている。
ウォレスやダーウィンが「実験室」として島の生態系を捉えてきたように、島は科学の世界でも大きな役割を担ってきた。薬学研究においても遺伝的多様性の低い島の条件は重要な意味を持つ。ティコ・ブラーエがウラニボリを設置したヴェン島のように、大気汚染が少ない、特異な位置にある、監視が容易であるといった様々な理由から、天文台やロケットの打ち上げセンターの立地としても歴史的に用いられてきた。

## 島嶼の表象

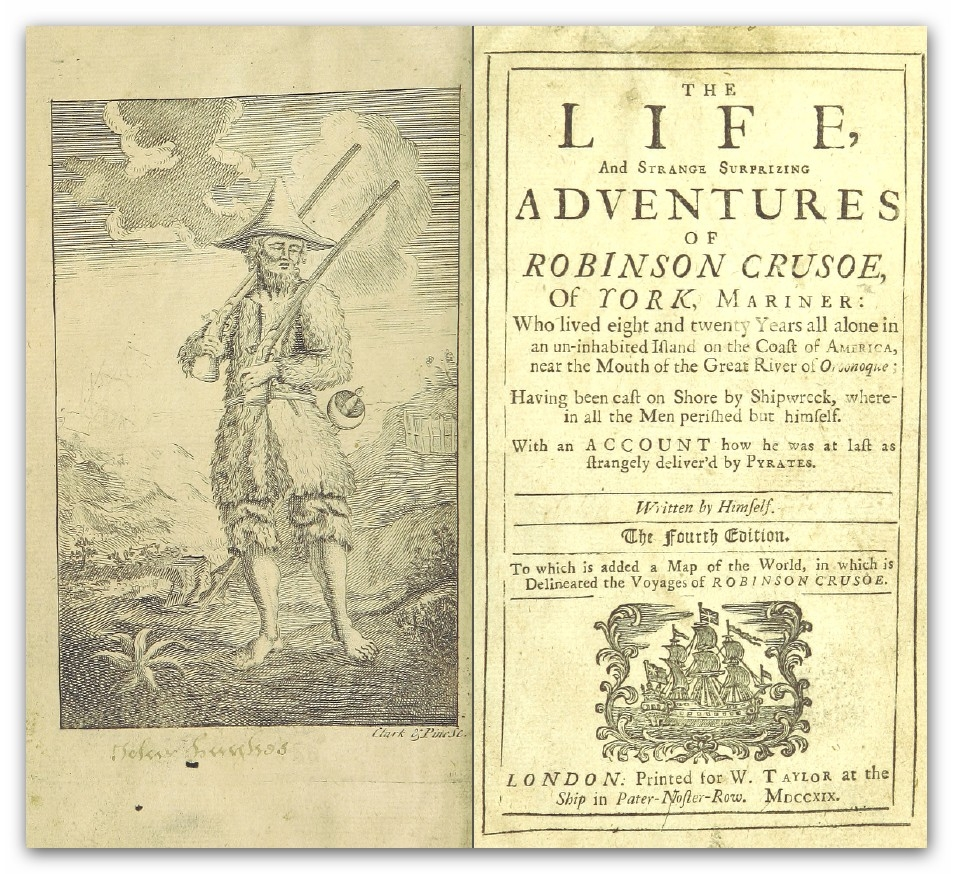
『ロビンソン・クルーソー』は西洋の植民地主義との関係でしばしば論じられる。

島は古くから文学的想像力の源であり、重要なトポスとして機能してきた。トマス・モア『ユートピア』、カンパネッラ『太陽の都』、ベーコン『ニュー・アトランティス』、デフォー『ロビンソン・クルーソー』など西洋の多くの文学作品において、現実社会への風刺を伴いながら、島は理想郷として表象されてきた。ウンベルト・エーコは、伝説的な場所や土地についてのエッセイの中で、島の隠喩的表現がいかに多くの言語や文化に共通しているかを説明している。
現実に存在する島でさえ、ある種のユートピア願望を具現する場所として島はまなざされることがある。ユートピア的な島嶼空間の性質は、ミシェル・フーコーの提案するヘテロトピアの概念で理解される。ヘテロトピアとは、現実社会の中にあって他の空間と相反する性質をもち、その相反という性質によって、現実の生活に対して異議・疑問を投げかけるような空間とされている。上野俊哉は、ヒッピームーブメントの中でコミューンが創出されたトカラ列島の諏訪之瀬島をヘテロトピア的な島々の例に挙げている。
ポストコロニアルの文学理論では、島外の書き手とネイティブの島民による語りの差異に取り組むことを促している。シェイクスピアの『テンペスト』や『ロビンソン・クルーソー』などの主要なテクストにおける植民者と先住民との関係は、マイケル・ギルクスの『プロスペローの島』やJ・M・クッツェーの『敵あるいはフォー』などの作品でポストコロニアル的に換骨奪胎されている。ポストコロニアル理論家は、アイデンティティと差異のイデオロギー形成の観点から島とその意義を検討し、また現代の移民や越境がアイデンティティ概念にどのように影響するかに着目している。

## 島嶼性の応用
島嶼性は、社会を分析する理論的視座としていくつかの文脈で用いられている。
アルベルト・メルレルと新原道信は、異なる出自・生活様式・言語・文化を有する個人や集団が混住する社会をメタファーとしての「島々」として捉える島嶼社会論を展開している。メルレルらの理論では、フランスの島嶼研究と同様に島嶼性を地理的・政治的・心意的概念の3つの位相（l'insularità, l'insularismo, l'insulità）に分類する。加えて、島嶼には閉じられた空間と開かれた空間という2つの側面、さらに分析視角として内部からの視点と外部からの視点という契機が示される。これらの位相と契機の相互補完により、地域住民のアイデンティティや集団の形成と変容、社会運動などの現象を把握する枠組みが与えられる。
カトリン・シェーデルは島嶼性が地理的条件によってではなく社会的に構築されるものという前提に立ち、グローバリズムと新自由主義経済の下で進行するセグリゲーション（居住空間の分離）の過程を、島嶼性の枠組みを用いて分析する。「オフショアリング（offshoring）」の語が示すように、特権的な人々の住む島状の居住空間に対して、公的規制からの逃避あるいは社会問題を外部化するための漠然とした「他所」として外の海洋的空間は認識される。シェーデルはツーリズムと移民という2つの移動の事例をもとに島嶼性の構築プロセスを検討しつつ、海洋を島々を結びつけるものとして捉えるエペリ・ハウオファの議論を援用し、孤立的・排他的な島嶼性の認識を克服すべきであると論じている。